# Чемпионат мира по настольному теннису 1995
Чемпионат мира по настольному теннису 1995 года прошёл с 1 по 14 мая в городе Тяньцзинь (Китай).

## Медалисты

### Командные соревнования
| Разряд  | Золото                                                         | Серебро                                                                                     | Бронза                                                                                  |
| ------- | -------------------------------------------------------------- | ------------------------------------------------------------------------------------------- | --------------------------------------------------------------------------------------- |
| Мужчины | Китай · Дин Сун · Кун Линхуэй · Лю Голян · Ма Вэньгэ · Ван Тао | Швеция · Микаэль Аппельгрен · Петер Карлссон · Эрик Линд · Йорген Перссон · Ян-Уве Вальднер | Республика Корея · Chu Kyo-Sung · Kim Bong-Chul · Ким Тхэк Су · Ли Чхоль Сын · Ю Нам Гю |
| Женщины | Китай · Дэн Япин · Лю Вэй · Цяо Хун · Цяо Юньпин               | Республика Корея · Ким Му Гё · Пак Хэ Джон · Park Kyung-Ae · Ю Джи Хе                       | Гонконг · Цзюй Баохуа · Чэнь Даньлэй · Тан Юнь · Вэнь Шуцзюнь                           |

### Личные соревнования
| Разряд                   | Золото           | Серебро                          | Бронза                        |
| ------------------------ | ---------------- | -------------------------------- | ----------------------------- |
| Мужской одиночный разряд | Кун Линхуэй      | Лю Голян                         | Дин Сун                       |
| Мужской одиночный разряд | Кун Линхуэй      | Лю Голян                         | Ван Тао                       |
| Женский одиночный разряд | Дэн Япин         | Цяо Хун                          | Лю Вэй                        |
| Женский одиночный разряд | Дэн Япин         | Цяо Хун                          | Цяо Юньпин                    |
| Мужской парный разряд    | Люй Линь Ван Тао | Зоран Приморац Владимир Самсонов | Линь Чжиган Лю Голян          |
| Мужской парный разряд    | Люй Линь Ван Тао | Зоран Приморац Владимир Самсонов | Дамьен Элуа Жан-Филипп Гасьен |
| Женский парный разряд    | Дэн Япин Цяо Хун | Лю Вэй Цяо Юньпин                | Ван Чэнь У На                 |
| Женский парный разряд    | Дэн Япин Цяо Хун | Лю Вэй Цяо Юньпин                | Чилла Баторфи Кристина Тот    |
| Микст                    | Ван Тао Лю Вэй   | Кун Линхуэй Дэн Япин             | Ли Чхоль Сын Ю Джи Хе         |
| Микст                    | Ван Тао Лю Вэй   | Кун Линхуэй Дэн Япин             | Эрик Линд Марие Свенссон      |